# Операция „Любов“
Операция „Любов“ (на корейски: 프러포즈 대작전, на английски: Operation Proposal) е южнокорейски телевизионен сериал с участието на Ю Сънг Хо и Пак Ън Бин от 2012 г.
Излъчва се по TV Chosun в сряда и четвъртък от 20:45 за 16 епизода от 8 февруари до 29 март 2012 г. Това е римейк на японската драма Operation Love (プロポーズ大作戦, Proposal Daisakusen), която е излъчена по Fuji TV през 2007 г.
Ю Сънг Хо и Пак Ън Бин преди това вече са участвали заедно като деца актьори във фентъзи историческия епос от 2007 г. „Легендата“.

## Сюжет
Канг Бек Хо и Хам И Сол са най-добри приятели още от началното училище. Бек Хо така и не е признал чувствата си към И Сол, без да подозира, че тя също е влюбена в него повече от 20 години. Едва на сватбената церемония, на която И Сол ще се омъжи за друг мъж (Джин Уон), Бек Хо съжалява, че никога не е признал любовта си към булката. Внезапно се появява мистериозен мъж, който му предлага втори шанс да спечели сърцето на И Сол. Бек Хо пътува назад във времето до различни събития от живота им, надявайки се да промени резултата от връзката им. Но промяната на бъдещето не е толкова лесна, колкото изглежда. Дали ще успее?

## Актьорски състав
- Ю Сънг Хо като Канг Бек Хо

Баща му умира, когато той е дете, и Канг Бек Хо израства в семейството на И Сол, тъй като майка му никога не си е вкъщи да се погрижи за него. В гимназията той е питчър в бейзболния отбор, от който се оттегля след контузия.
- Пак Ън Бин като Хам И Сол

Приятелка от детството на Бек Хо. Тя е безкористно момиче, което поставя другите на първо място и има силно изразено майчинско отношение към Бек Хо. В гимназията тя е била президент на класа, член на драматичния клуб и мениджър на бейзболния отбор. Мечтата ѝ е да бъде спортен агент, но в крайна сметка става пиар на бейзболен отбор.
- Ко Кьонг Пьо като Сонг Чан Ук

Най-добрият приятел на Канг Бек Хо, той е спокоен, рационален и лоялен. В гимназията е питчър в бейзболния отбор заедно с Бек Хо и Те Нам, но напуска, за да преследва истинската си страст, киното. Мечтае да стане режисьор, но в крайна сметка си намира работа като оператор.
- Пак Йонг Со като Чу Те Нам

Приятел на Бек Хо. Той е силно влюбен в Че Ри от шести клас и силно ревнува всеки мъж, който се доближи до нея, дори ако тя не отвърне на чувствата му. Благодарение на способността си за взаимоотношения и бизнес нюх той по-късно става мениджър на Че Ри.
- Ким Йе Уон като Ю Че Ри

Най-добрата приятелка на И Сол. Суетно момиче, много популярно сред момчетата от гимназията, което често сменя гаджетата си. Тя мечтае да пробие в шоубизнеса, но в крайна сметка става мажоретка.
- И Хьон Джин като Куон Джин Уон

Бивш бейзболен играч, бил е открит през първата си година в университета от Висшата лига, но трябва да се откаже от спортната кариера поради контузия. Учил е в Харвард, където е получил магистърска степен по бизнес администрация. По-късно се завръща в Корея и е избран за бейзболен треньор от бившето си училище, гимназия Ханъл. Влюбва се в И Сол и по-късно става неин годеник. Той е добре образован човек от престижно семейство и основател на Sport K.
- Ким Ре Хун като Канг Джин У

Водачът през времето. Той е бащата на Канг Бек Хо, началник на гара, който загива, за да спаси дете, което е щяло да бъде блъснато от влак.
- И Ду Ил като Чо Кук Те
- Пак Чин Чу като Чо Чин Чу
- Джу Джин Мо като Хам Сон Хун
- И Ънг Кьонг като О Джунг Рим